# NGC 2626
NGC 2626 (другое обозначение — ESO 313-N*4) — эмиссионная и отражательная туманность в созвездии Парусов.
Этот объект входит в число перечисленных в оригинальной редакции «Нового общего каталога».
В области туманности и связанного с ней тёмного облака DC 259.9-0.0. были найдены 32 звёзды с эмиссионной линией H-альфа в спектре. Некоторые из них, возможно, являются переменными звёздами типа T Тельца. Между 1991 и 1999 годами в этой области наблюдались изменения яркости и появление небольшой отражательной туманности.